# Michael Biehn
Michael Connell Biehn (Anniston, Alabama, 31 de julio de 1956) es un actor estadounidense. Ha participado en varias películas incluyendo The Terminator (1984) así como también en Aliens (1986), The Abyss (1989), Tombstone (1993) y La Roca (1996). También cuenta con participaciones en televisión (Hawaii Five-0 o Adventure Inc.) y videojuegos (Aliens: Colonial Marines o Far Cry 3: Blood Dragon).

## Biografía

### Orígenes
Es el hijo de Marcia Connell y Don Biehn. Cuando era muy joven se mudó con su familia a Lincoln, Nebraska, y más tarde a Lake Havasu, Arizona. Estudió en la Universidad de Arizona.

### Carrera
Su primer papel definido en una película fue en la exitosa Grease, aunque no figuró en los títulos de crédito. Su escena incluía al personaje de John Travolta golpeándole en el estómago durante un partido de baloncesto.
Tras una serie de filmes en los que ejercía de secundario, como Coach o The Fan, un por aquel entonces desconocido James Cameron le concedió el papel del héroe Kyle Reese en su película The Terminator. Esta, de poco presupuesto, consiguió calar en el público, convirtiéndose inmediatamente en una obra de culto de ciencia ficción. La relación entre Bienh y Cameron resultó en más colaboraciones posteriores, todas de éxito: Aliens en 1986, The Abyss en 1989 y la secuela de su primera colaboración, Terminator 2: el juicio final (aunque la participación de Biehn en el filme está relegada a las versiones domésticas en DVD, tanto la versión extendida como la versión del director). Esto lo convierte en el actor con más colaboraciones con James Cameron (junto con Bill Paxton).
Biehn se ha mantenido generalmente en posición de secundario en filmes de reducido presupuesto o consideradas de serie B, por eso se molestó cuando su personaje de Aliens, Dwayne Hicks, fue eliminado del guion definitivo de la secuela Alien 3. En un principio se planteó que su personaje se convirtiese en el héroe principal de la saga por encima de Ripley (interpretada por Sigourney Weaver), pero los guionistas Walter Hill y David Giler cambiaron el guion que sería usado para la película (el cual ya había sufrido bastantes cambios); en ese guion el cabo Hicks era masacrado al principio del film. Biehn lo consideró una falta de respeto y pidió la misma cantidad de dinero que cobró por la anterior película para permitir que apareciera una imagen suya al inicio de Alien 3, a lo que la productora tuvo que acceder y su personaje sí fue usado, aunque el actor no participó en el filme.
Durante la década de los 90 Biehn se dedicó casi exclusivamente a papeles en producciones de acción cinematográficas de alto presupuesto; tales como La Roca de Michael Bay, Navy SEALs de Lewis Teague o Tombstone de George P. Cosmatos. También participó en producciones televisivas de bajo presupuesto como Deep Red, Blood of the Hunter o Frame by Frame. Antes de que acabase el siglo XX apareció por primera vez en las cinemáticas de un videojuego; Command & Conquer: Tiberian Sun como el personaje Michael McNeil para una de las facciones del juego. En televisión, su papel mejor catalogado fue el del agente Randall Buttman en Hill Street Blues.
Tras la entrada del nuevo milenio su participación en filmes descendió en relevancia, aun así participó en filmes de alto presupuesto como The Art of War, Clockstoppers o Planet Terror. También destacó su papel en series de corta duración: Adventure Inc., la cual constaba de una temporada de 22 episodios y, en 2004, en la cadena NBC, Hawaii, pero fue cancelada por su escasa audiencia. James Cameron pretendía que Biehn participase en su película de 2009, Avatar; pero finalmente no sucedió, ya que Cameron argumentaba que la participación de Sigourney Weaver y Biehn recordaría al público a Aliens.

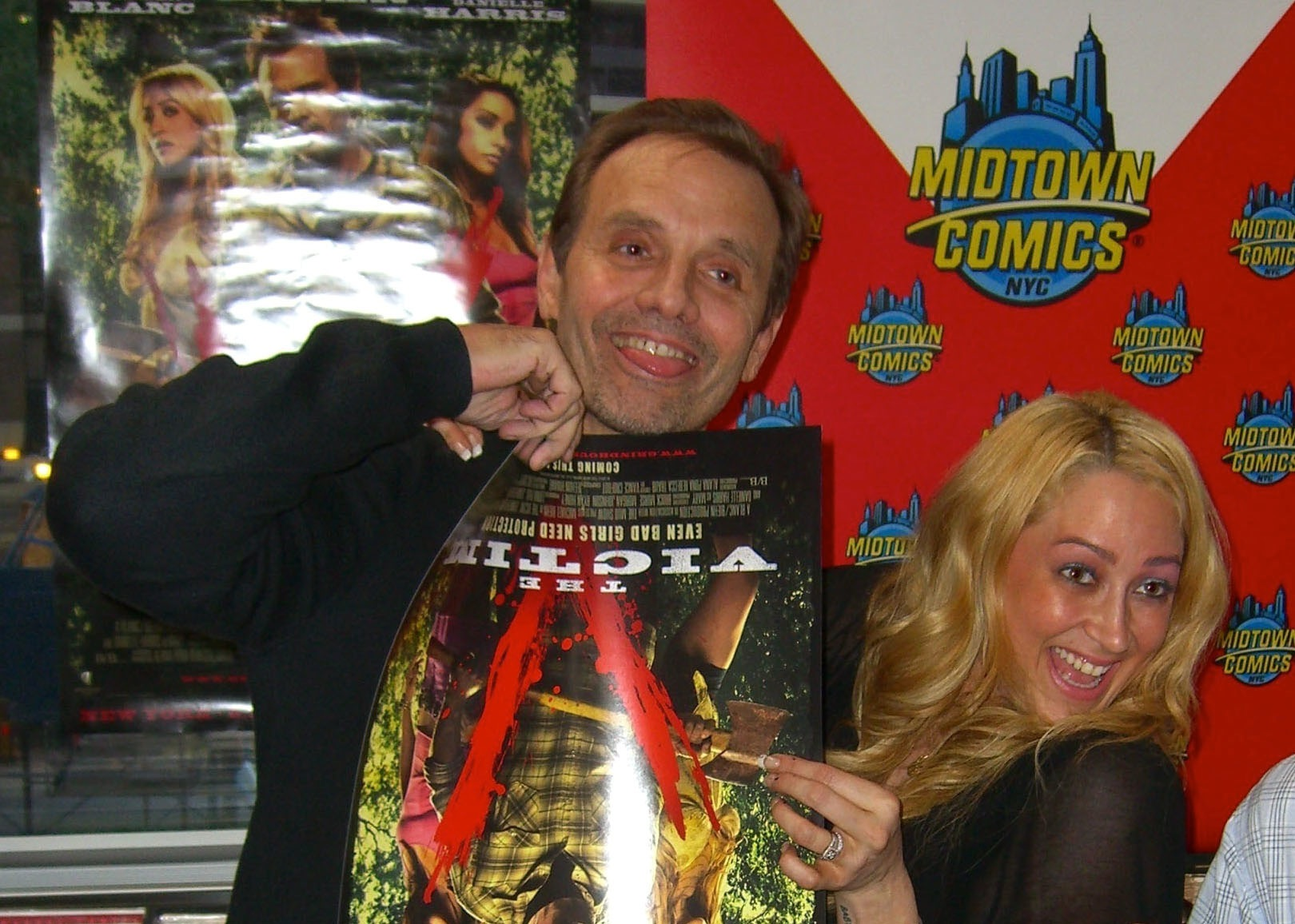
Biehn con su novia Jennifer Blanc.

Debutó en la dirección en la película de 2010; The Blood Bond, pero Biehn ha renegado de esta película. Su segundo filme como director está escrito por él y su novia, Jennifer Blanc, The Victim, estrenada en 2011. Biehn interpretará de nuevo al personaje Dwayne Hicks en la secuela de Aliens dirigida por Neill Blomkamp.

### Vida personal
Biehn ha estado casado en dos ocasiones. La primera con Carlene Olson el 11 de julio de 1980, con la que tuvo gemelos Devon y Taylor (nacidos en 1984). Se divorciaron siete años después de su unión. En 1988 se casaría con Gina Marsh, con la que tendría dos hijos Caelan Michael (nacido el 11 de abril de 1992) y Alexander (nacido el 19 de marzo de 2003). Actualmente está saliendo con la actriz Jennifer Blanc.

## Filmografía

### Cine
| Año  | Película                      | Rol                                        | Notas                                              |
| ---- | ----------------------------- | ------------------------------------------ | -------------------------------------------------- |
| 1978 | Grease                        | Mike                                       | Sin acreditar                                      |
| 1978 | Coach                         | Jack Ripley                                |                                                    |
| 1980 | Hog Wild                      | Tim Warner                                 |                                                    |
| 1981 | The Fan                       | Douglas Breen                              |                                                    |
| 1983 | The Lords of Discipline       | John Alexander                             |                                                    |
| 1984 | The Terminator                | Sgt. Kyle Reese                            |                                                    |
| 1985 | Deadly Intentions             | Dr. Charles Rayner                         |                                                    |
| 1986 | Aliens                        | Dwayne Hicks                               |                                                    |
| 1987 | Rampage                       | Anthony Fraser                             |                                                    |
| 1988 | The Seventh Sign              | Russell Quinn                              |                                                    |
| 1988 | In a Shallow Grave            | Garnet Montrose                            |                                                    |
| 1989 | The Abyss                     | Hiram Coffey                               |                                                    |
| 1990 | Navy Seals                    | James Curran                               |                                                    |
| 1991 | Timebomb                      | Eddie Kay                                  |                                                    |
| 1991 | Terminator 2: el juicio final | Kyle Reese                                 | Aparición en edición especial/versión del director |
| 1991 | K2                            | Taylor Brooks                              |                                                    |
| 1993 | Deadfall                      | Joe Dolan                                  |                                                    |
| 1993 | Tombstone                     | Johnny Ringo                               |                                                    |
| 1995 | In the Kingdom of the Blind   | Jackie Ryan                                | Cameo                                              |
| 1995 | Jade                          | Detective Bob Hargrove                     |                                                    |
| 1995 | Breach of Trust               | Casey Woods                                |                                                    |
| 1996 | Mojave Moon                   | Boyd                                       |                                                    |
| 1996 | La Roca                       | Charles Anderson                           |                                                    |
| 1997 | Asteroid                      | FEMA Director Jack Wallach                 | Serie de TV                                        |
| 1997 | Dead Men Can't Dance          | Robert Hart                                |                                                    |
| 1997 | The Ride                      | Smokey Banks                               |                                                    |
| 1998 | Susan's Plan                  | Bill                                       |                                                    |
| 1998 | American Dragons              | Det. Tony Luca                             |                                                    |
| 2000 | Chain of Command              | Agente del servicio secreto Craig Thornton |                                                    |
| 2000 | Cherry Falls                  | Sheriff Brent Marken                       |                                                    |
| 2000 | The Art of War                | Robert Bly                                 |                                                    |
| 2001 | Megiddo: The Omega Code 2     | Presidente David Alexander                 |                                                    |
| 2002 | Clockstoppers                 | Henry Gates                                |                                                    |
| 2002 | Borderline                    | Det. Macy Kobacek                          |                                                    |
| 2005 | Caos                          | Stuart Lang                                |                                                    |
| 2005 | Dragon Squad                  | Petros Angelo                              |                                                    |
| 2007 | The Insatiable                | Strickland                                 |                                                    |
| 2007 | You Are Here                  | Tony Russo                                 |                                                    |
| 2007 | Grindhouse                    | Sheriff Hague                              |                                                    |
| 2007 | They Wait                     | Blake O'Connell                            | Cameo                                              |
| 2008 | Stiletto                      | Lee                                        |                                                    |
| 2009 | Saving Grace                  | Landy Bretthorse                           |                                                    |
| 2009 | Streets of Blood              | Agente Michael Brown                       |                                                    |
| 2010 | Psych 9                       | Det. Marling                               |                                                    |
| 2010 | Take Me Home Tonight          | Bill Franklin                              |                                                    |
| 2010 | Bereavement                   | Jonathan Miller                            |                                                    |
| 2010 | The Blood Bond                | John Tremayne                              | También director                                   |
| 2011 | The Divide                    | Mickey                                     |                                                    |
| 2011 | Puncture                      | Red                                        |                                                    |
| 2011 | The Victim                    | Kyle                                       | También director                                   |
| 2012 | Sushi Girl                    | Mike                                       |                                                    |
| 2013 | Tapped Out                    | Reggie                                     |                                                    |
| 2013 | Treachery                     | Henry                                      |                                                    |
| 2014 | The Dark Forest               | Peter                                      |                                                    |
| 2014 | Hidden in the Woods           | Oscar Crocker                              | Versión estadounidense de un filme chileno.        |

### Televisión

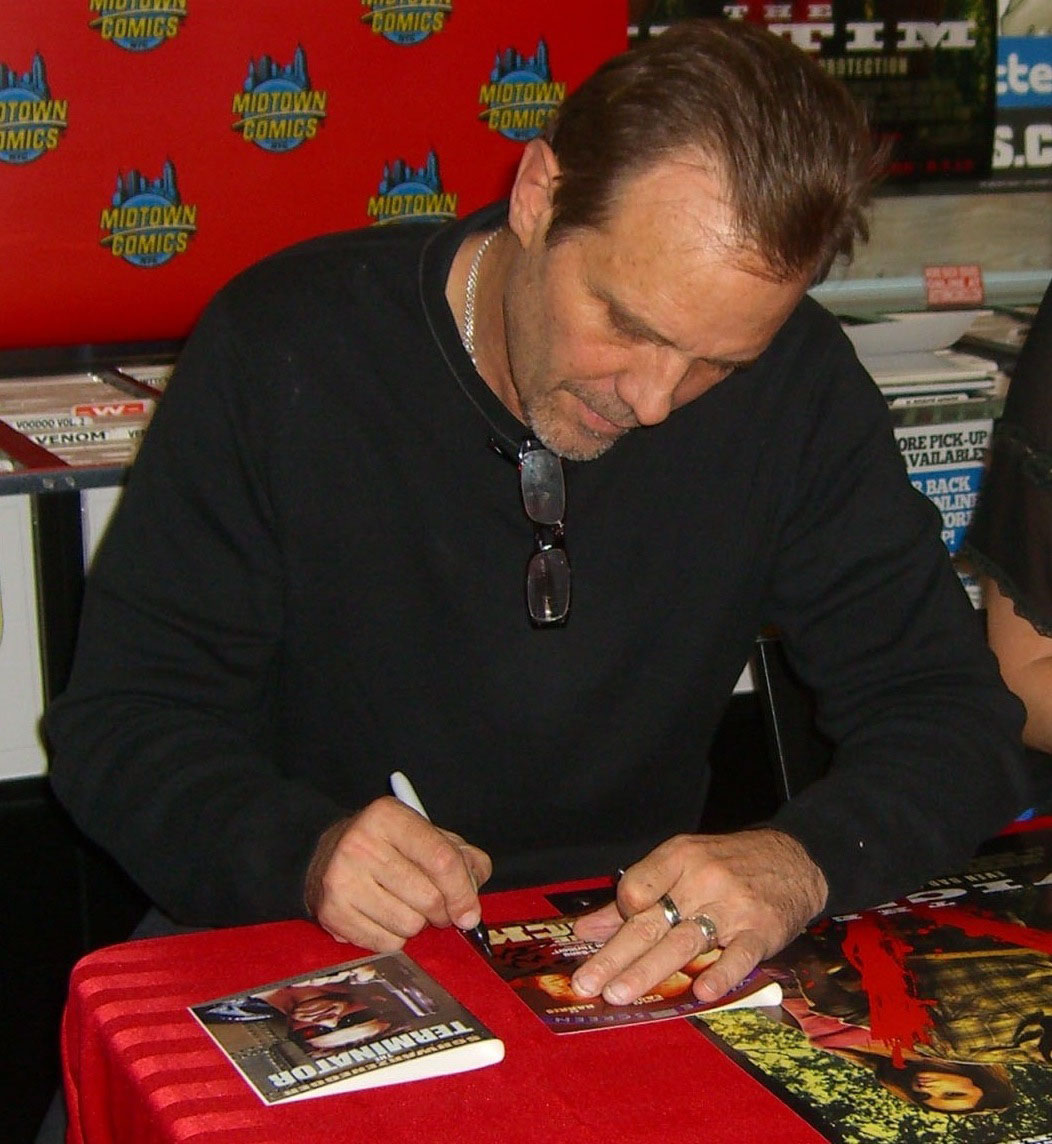
Biehn firmando autógrafos el 23 de agosto del 2012.

| Año       | Título                                | Papel                               | Notas                     |
| --------- | ------------------------------------- | ----------------------------------- | ------------------------- |
| 1977      | Logan's Run                           | Sandman                             |                           |
| 1978      | A Fire in the Sky                     | Tom Reardon                         |                           |
| 1984      | The Martyrdom of Saint Sebastian      | Sebastian                           |                           |
| 1992      | A Taste for Killing                   | Bo Landry                           |                           |
| 1993      | Strapped                              | Detective Matthew McRae             |                           |
| 1994      | Deep Red                              | Joe Keyes                           |                           |
| 1995      | Blood of the Hunter                   | Blake                               |                           |
| 1996      | Conundrum                             | Detective Stash Horvak              |                           |
| 1997      | Asteroid                              | Director Jack Wallach               |                           |
| 1998-2000 | The Magnificent Seven                 | Chris Larabee                       | Dos temporadas            |
| 1999      | Colmillo blanco: Las nuevas aventuras | Roy McLean                          | Telefilme                 |
| 2002-2003 | Adventure Inc.                        | Judson Cross                        | Una temporada             |
| 2004      | The Legend of Butch & Sundance        | Mike Cassidy                        |                           |
| 2004      | Hawaii                                | Sean Harrison                       | Una temporada             |
| 2006      | Law & Order Criminal Intent           | Comisionado Adjunto Leland Dockerty | «The war at home» T06 E08 |
| 2009      | Mentes criminales                     | Detective Ron Fullwood              | «Cold Comfort» T4 E14     |
| 2020      | The Mandalorian                       | Lang                                | Episodio: «The Jedi»      |
| 2022      | The Walking Dead                      | Ian                                 | Episodio: «Warlords»      |

### Videojuegos
| Año  | Título                          | Papel                   |
| ---- | ------------------------------- | ----------------------- |
| 1999 | Command & Conquer: Tiberian Sun | Michael McNeil          |
| 2013 | Aliens: Colonial Marines        | Corporal Dwayne Hicks   |
| 2013 | Far Cry 3: Blood Dragon         | Sargento Rex Power Colt |

## Premios
| Premio                     | Año  | Categoría               | Trabajo | Personaje | Resultado |
| -------------------------- | ---- | ----------------------- | ------- | --- | --------- |
| Premios Saturn             | 1987 | Mejor actor             | Aliens  | Dwayne Hicks | Nominado  |
| Premios Saturn             | 1991 | Premio especial         |         | | Ganador   |
| DVD Awards (Premios DVD)   | 2003 | Mejor comentario en DVD | Aliens  | "Compartido con: James Cameron, Lance Henriksen, Jenette Goldstein, Carrie Henn, Christopher Henn, Gale Anne Hurd, Pat McClung, Bill Paxton, Dennis Skotak, Robert Skotak, Stan Winston" | Nominado  |
| Festival de Cine de Sitges | 2011 | Premio honorario        |         | | Ganador   |